# 大克列齊卡
50°44′25″N 27°6′28″E / 50.74028°N 27.10778°E
大克列齊卡（烏克蘭語：Велика Клецька），是烏克蘭西北部的村莊，隸屬里夫內州的里夫內區。該村始建於1629年，面積2.37平方公里，海拔高度600米，2001年人口，人口密度每平方公里253.6人。